# Park Hyung-soo
 (octobre 2024).
La mise en forme du texte ne suit pas les recommandations de Wikipédia : il faut le « wikifier ».
Les points d'amélioration suivants sont les cas les plus fréquents. Le détail des points à revoir est peut-être précisé sur la page de discussion.
- Les titres sont pré-formatés par le logiciel. Ils ne sont ni en capitales, ni en gras.
- Le texte ne doit pas être écrit en capitales (les noms de famille non plus), ni en gras, ni en italique, ni en « petit »…
- Le gras n'est utilisé que pour surligner le titre de l'article dans l'introduction, une seule fois.
- L'italique est rarement utilisé : mots en langue étrangère, titres d'œuvres, noms de bateaux, etc.
- Les citations ne sont pas en italique mais en corps de texte normal. Elles sont entourées par des guillemets français : « et ».
- Les listes à puces sont à éviter, des paragraphes rédigés étant largement préférés. Les tableaux sont à réserver à la présentation de données structurées (résultats, etc.).
- Les appels de note de bas de page (petits chiffres en exposant, introduits par l'outil «  Source ») sont à placer entre la fin de phrase et le point final[comme ça].
- Les liens internes (vers d'autres articles de Wikipédia) sont à choisir avec parcimonie. Créez des liens vers des articles approfondissant le sujet. Les termes génériques sans rapport avec le sujet sont à éviter, ainsi que les répétitions de liens vers un même terme.
- Les liens externes sont à placer uniquement dans une section « Liens externes », à la fin de l'article. Ces liens sont à choisir avec parcimonie suivant les règles définies. Si un lien sert de source à l'article, son insertion dans le texte est à faire par les notes de bas de page.
- La présentation des références doit suivre les conventions bibliographiques. Il est recommandé d'utiliser les modèles {{Ouvrage}}, {{Chapitre}}, {{Article}}, {{Lien web}} et/ou {{Bibliographie}}. Le mode d'édition visuel peut mettre en forme automatiquement les références.
- Insérer une infobox (cadre d'informations à droite) n'est pas obligatoire pour parachever la mise en page.

Pour une aide détaillée, merci de consulter Aide:Wikification.
Si vous pensez que ces points ont été résolus, vous pouvez retirer ce bandeau et améliorer la mise en forme d'un autre article.
Pour les articles homonymes, voir Park.
Park Hyung-soo, né le 3 décembre 1980 à Séoul (Corée du Sud), est un acteur sud-coréen.

## Biographie
Park Hyung-soo est connu pour ses rôles dans des drames tels que Arthdal Chronicles, The Devil Judge, Crash Landing on You et Le Bonheur. Il est également apparu dans les films Gongjo (Confidential Assignment), The Chase, Hit-and-Run Squad, Kingmaker et Confidential Assignment 2: International.

## Filmographie partielle

### À la télévision
| Année | Titre                | Rôle                      | Réf.   |
| ----- | -------------------- | ------------------------- | ------ |
| 2017  | Prison Playbook      | Na Hyung-soo              | [ 4 ]  |
| 2018  | After the Rain       | Bong-soo                  | [ 5 ]  |
| 2019  | Arthdal Chronicles   | Gil-seon                  | ,      |
| 2019  | Be Melodramatic      | President So              | [ 9 ]  |
| 2019  | Crash Landing on You | Yoon Sae-hyung            | [ 10 ] |
| 2020  | Hospital Playlist    | Lawyer Pyeon              | [ 11 ] |
| 2020  | Amanza               | Hyeong-joo                | [ 12 ] |
| 2021  | The Devil Judge      | Go In-Gook                | [ 13 ] |
| 2021  | Happiness            | Gook Hae-sung             | [ 14 ] |
| 2022  | The Interest of Love | Lee Gu-il                 | [ 15 ] |
| 2024  | Flex X Cop           | Cheon Tae-jun (épisode 3) | [ 16 ] |

### Au cinéma
| Année | Titre                                              | Rôle                                         |
| ----- | -------------------------------------------------- | -------------------------------------------- |
| 2012  | Perfect Number                                     | Investigation team member                    |
| 2013  | Way Back Home                                      | Seoul District Prosecutors' Office detective |
| 2014  | I Do Need the Certificate of Sanitation Right Now! | Parking lot man                              |
| 2014  | I Do Need to Go to Study Abroad Right Now!         | Laundry uncle                                |
| 2014  | Tabloid Truth                                      | Information meeting player                   |
| 2015  | Bargain                                            | Middle aged man                              |
| 2016  | Seoul Searching                                    | Gangster                                     |
| 2017  | Gongjo (Confidential Assignment)                   | National Intelligence Service executive      |
| 2017  | Ordinary Person                                    | Agent                                        |
| 2017  | One Line                                           | Secretary Han                                |
| 2017  | The King's Case Note                               | Officer                                      |
| 2017  | The Chase                                          | Bae Doo-shik                                 |
| 2018  | Illang : La Brigade des loups                      | Barber                                       |
| 2018  | The Negotiation                                    | NIS negotiation agent                        |
| 2018  | Swing Kids                                         | Interpreter                                  |
| 2019  | Hit-and-Run Squad                                  | Choi Kyung-joon                              |
| 2019  | The Bad Guys: Reign of Chaos                       | Park Sung-tae                                |
| 2020  | Secret Zoo                                         | Lawyer Song                                  |
| 2020  | The Call                                           | Man-voice                                    |
| 2022  | Kingmaker                                          | Jeong-hyeon                                  |
| 2022  | Confidential Assignment 2: International           | NIS agent                                    |
| 2023  | The Point Men                                      | Park Jeon-ryak                               |
| 2023  | Dream                                              | Representative Kim                           |
| 2023  | Ballerina                                          | Myung-shik                                   |